# HDHD2
HDHD2 (англ. Haloacid dehalogenase like hydrolase domain containing 2) – білок, який кодується однойменним геном, розташованим у людей на короткому плечі 18-ї хромосоми. Довжина поліпептидного ланцюга білка становить 259 амінокислот, а молекулярна маса — 28 536.
| 10         |  | 20         |  | 30         |  | 40         |  | 50         |
| ---------- |  | ---------- |  | ---------- |  | ---------- |  | ---------- |
| MAACRALKAV |  | LVDLSGTLHI |  | EDAAVPGAQE |  | ALKRLRGASV |  | IIRFVTNTTK |
| ESKQDLLERL |  | RKLEFDISED |  | EIFTSLTAAR |  | SLLERKQVRP |  | MLLVDDRALP |
| DFKGIQTSDP |  | NAVVMGLAPE |  | HFHYQILNQA |  | FRLLLDGAPL |  | IAIHKARYYK |
| RKDGLALGPG |  | PFVTALEYAT |  | DTKATVVGKP |  | EKTFFLEALR |  | GTGCEPEEAV |
| MIGDDCRDDV |  | GGAQDVGMLG |  | ILVKTGKYRA |  | SDEEKINPPP |  | YLTCESFPHA |
| VDHILQHLL  |  |            |  |            |  |            |  |            |

A: Аланін

C: Цистеїн

D: Аспарагінова кислота

E: Глутамінова кислота

F: Фенілаланін

G: Гліцин

H: Гістидин

I: Ізолейцин

K: Лізин

L: Лейцин

M: Метіонін

N: Аспарагін

P: Пролін

Q: Глутамін

R: Аргінін

S: Серин

T: Треонін

V: Валін

Задіяний у такому біологічному процесі, як альтернативний сплайсинг. 
Білок має сайт для зв'язування з іонами металів, іоном магнію. 